# Gouvernement de la république démocratique de Géorgie en exil
 (septembre 2022).
Si vous disposez d'ouvrages ou d'articles de référence ou si vous connaissez des sites web de qualité traitant du thème abordé ici, merci de compléter l'article en donnant les références utiles à sa vérifiabilité et en les liant à la section « Notes et références ».
Le Gouvernement de la république démocratique de Géorgie en exil est un gouvernement en exil qui débute après que l'Armée rouge russe soviétique a envahi la Géorgie et que les bolcheviks ont pris le contrôle du pays au début de 1921, le Parlement de la république démocratique de Géorgie (DRG) a décidé que le gouvernement devait s'exiler et continuer à fonctionner en tant que gouvernement national de Géorgie.

## Histoire

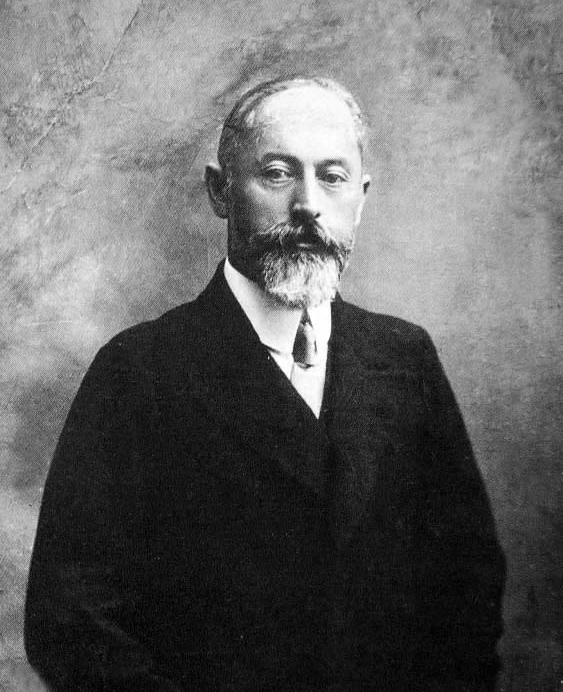
Noé Jordania, président des deuxième et troisième gouvernements de Géorgie.

### Exil en France
Après la perte irréversible de la guerre avec les Soviétiques, l'Assemblée constituante de Géorgie, présidée par Nicolas Tcheidze, lors de sa dernière session tenue à Batoumi le 18 mars 1921, décide l'exil du gouvernement du Parti social-démocrate géorgien (menchevik), présidé par Noé Jordania. Le même jour, les membres du gouvernement, plusieurs députés de l'Assemblée constituante de Géorgie, quelques officiers militaires et leurs familles sont montés à bord du navire Ernest Renan et ont navigué d'abord vers Istanbul, en Turquie, puis vers la France, dont le gouvernement a accordé la Asile politique des émigrés géorgiens.

### Préparation du soulèvement de 1924

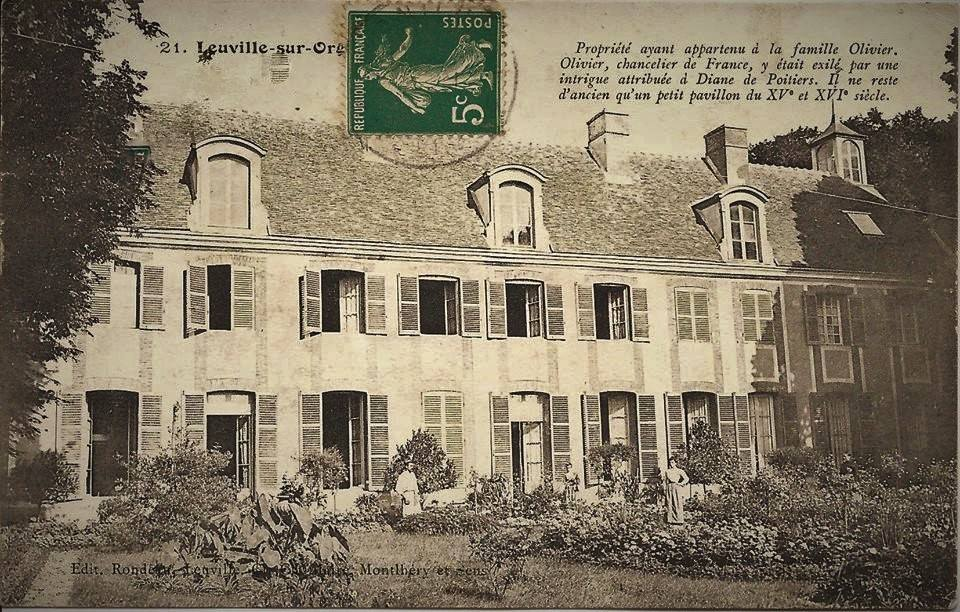
Domaine de Leuville, vu sur une carte postale de 1910.

À l'aide de fonds publics géorgiens, le gouvernement achète un domaine 5 ha entourant un petit château à Leuville-sur-Orge, une ville située près de Paris. Leuville est déclarée résidence officielle du gouvernement en exil. Bien que les émigrés connaissent une pénurie permanente d'argent, le gouvernement de Jordania maintient des contacts étroits avec le Parti social-démocrate géorgien (menchevik) toujours populaire et d'autres organisations antisoviétiques en Géorgie, et constitue ainsi une nuisance permanente pour les autorités soviétiques. Le NGG encourage et aide le Comité pour l'indépendance de la Géorgie, un bloc interpartis en Géorgie, dans sa lutte contre le régime bolchevique, qui a abouti au soulèvement d'août 1924. Avant la révolte, Noé Khomériki, le ministre de l'Agriculture en exil, Bénia Tchkhikvichvili, l'ancien maire de Tbilissi, et Valiko Djoughéli, l'ancien commandant de la Garde populaire, sont retournés secrètement en Géorgie, mais ont été arrêtés et exécutés peu de temps après par la police secrète soviétique, la Tchéka.

### Attention internationale à la Géorgie
Le NGG a tenté de porter les affaires géorgiennes à l'attention internationale à de nombreuses reprises. Plusieurs mémorandums appelant à soutenir la cause de l'indépendance géorgienne ont été envoyés aux gouvernements britannique, français et italien ainsi qu'à la Société des Nations, qui a adopté deux résolutions, en 1922 et 1924, en faveur de la souveraineté de la Géorgie. En règle générale, cependant, le monde a largement négligé la violente prise de contrôle soviétique de la Géorgie. Le 27 mars 1921, les dirigeants géorgiens en exil lancent un appel depuis leurs bureaux temporaires à Istanbul à « tous les partis socialistes et organisations ouvrières » du monde, protestant contre l'invasion de la Géorgie. L'appel est cependant resté lettre morte. Au-delà des éditoriaux passionnés de certains journaux occidentaux et des appels à l'action de sympathisants géorgiens tels que Sir Oliver Wardrop, la réponse internationale aux événements de Géorgie a été le silence. 

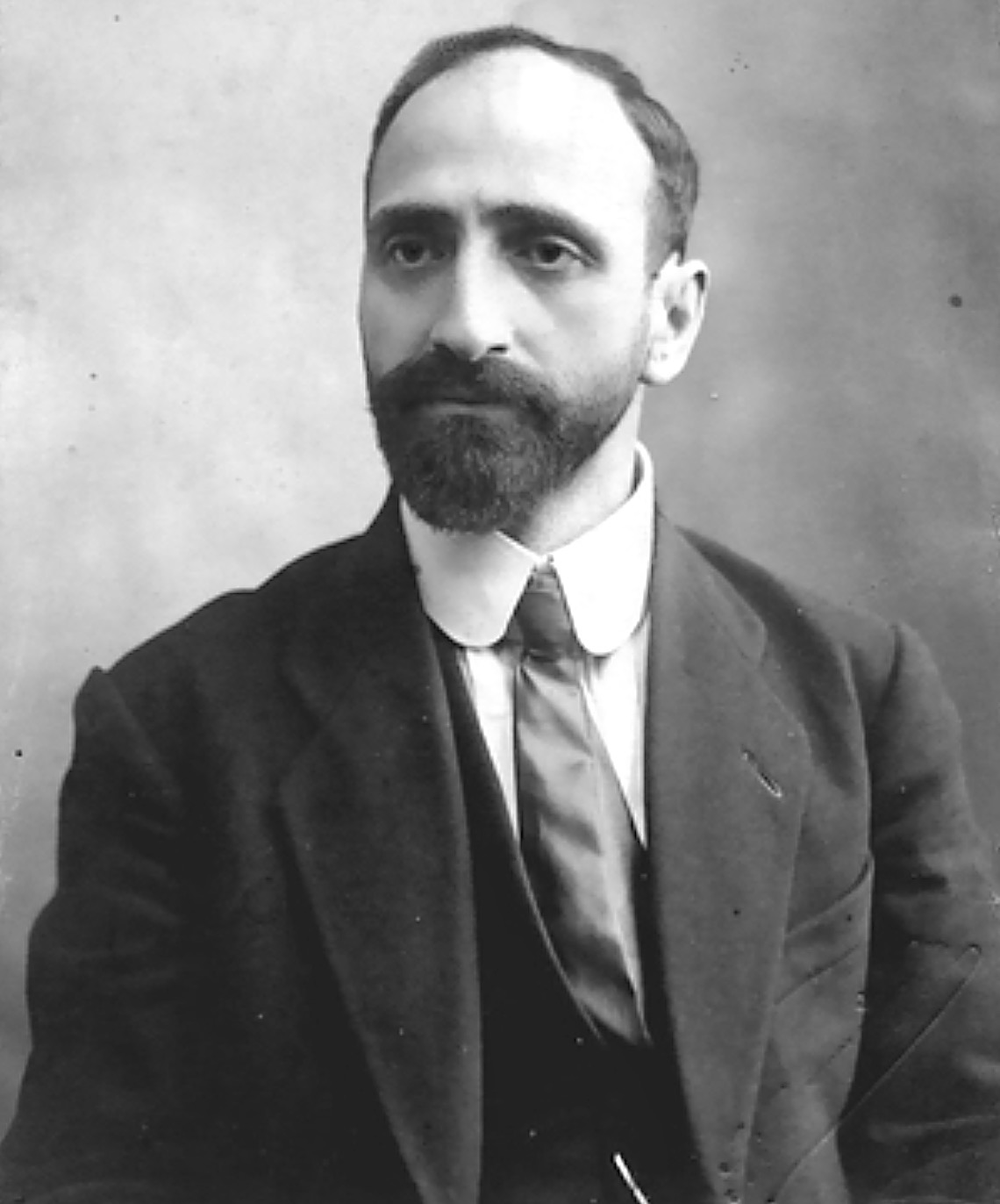
Noé Ramichvili, président du premier gouvernement de Géorgie.

### Décès de Nicolas Tcheidze et Noé Ramichvili
Les espoirs des émigrés géorgiens que les grandes puissances aient l'intention d'aider commencent à s'évanouir.
Une lourde perte a été subie par les émigrés géorgiens lorsque Nicolas Tcheidze s'est suicidé en 1926 et Noé Ramichvili, le politicien émigré géorgien le plus énergique et président du premier gouvernement de la république démocratique de Géorgie, a été assassiné par un espion bolchevique en 1930.

### Infiltration soviétique du gouvernement géorgien en exil
Les services de renseignement soviétiques ont réussi à infiltrer massivement les structures gouvernementales en exil, en grande partie grâce au réseau de renseignement personnel de Lavrenti Beria, à la fois avant et après la Seconde Guerre mondiale.

## Politique
Avec l'émigration du gouvernement de Jordania et l'établissement de la RSS de Géorgie, la question de la reconnaissance s'est posée pour les États étrangers qui avaient de jure reconnu l'indépendance de la Géorgie avant la prise de pouvoir soviétique. Certains pays, notamment le Liberia et le Mexique, ont reconnu le DRG alors que son gouvernement était déjà en exil, respectivement le 28 mars 1921 et le 12 mai 1921. Le NGG a continué à être reconnu pendant un certain temps comme le « gouvernement légitime de la Géorgie » par la Belgique, le Royaume-Uni, la France et la Pologne. La NGG a pu maintenir une légation à Paris jusqu'en 1933 (présidée par Sosipatre Asatiani), date à laquelle elle a été fermée à la suite du pacte de non-agression franco-soviétique du 29 novembre 1932. La NGG et son principal allié en Europe, le Comité international pour la Géorgie, dont le président était Jean Martin, directeur du Journal de Genève, lancèrent plus tard une campagne contre l'admission de l'Union soviétique dans la Société des Nations, qui eut néanmoins lieu en septembre 1934. Par la suite, le NGG a effectivement disparu.

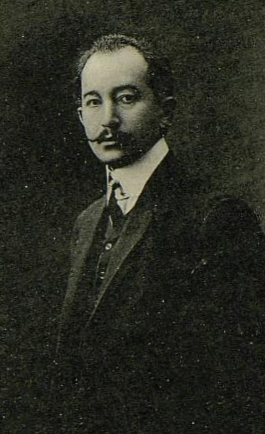
Evguéni Guéguétchkori, chef du gouvernement national de Géorgie en exil, 1953-1954.

### Chefs du gouvernement national de Géorgie en exil
- 1921–1953 - Noé Jordania (1868–1953)
- 1953–1954 - Evguéni Guéguétchkori (1881–1954)